# Segelfluggelände Plätzer

i7
i11
i13
Das Segelfluggelände Plätzer liegt in der Gemeinde Burghaun im Landkreis Fulda in Hessen, etwa 2 km nordöstlich des Zentrums von Burghaun.

## Flugbetrieb
Das Segelfluggelände ist mit einer 600 m langen und 30 m breiten Start- und Landebahn aus Gras (Richtung 16/34) ausgestattet. Es besitzt eine Betriebszulassung für Segelflugzeuge, Motorsegler und Ultraleichtflugzeuge. Starts und Landungen von platzfremden Motorflugzeugen benötigen eine Außenstart- und -landegenehmigung der hessischen Landesluftfahrtbehörde. Segelflugzeuge starten per Flugzeugschlepp oder Windenstart. Das Segelfluggelände weist ein Gefälle von etwa 30 m von Nord nach Süd auf. Daher erfolgen Starts vorzugsweise auf der Piste 16. Der Halter und Betreiber des Segelfluggeländes ist der Verein Rhönflug Hünfeld e. V. Am Platz ist auch die Segelfliegergruppe Kaliwerk Hattorf e. V. ansässig.

## Geschichte
Die Gründung des Rhönflug Hünfeld e. V. erfolgte 1961. Das Gelände am Plätzer wurde 1962 im Zusammenschluss mit der Segelfliegergruppe Kaliwerk Hattorf e. V. gepachtet. Am 7. Mai 1962 wurde das Segelfluggelände mit dem Rhönflug Hünfeld e. V. als Platzhalter genehmigt.